# Kootenay Lake

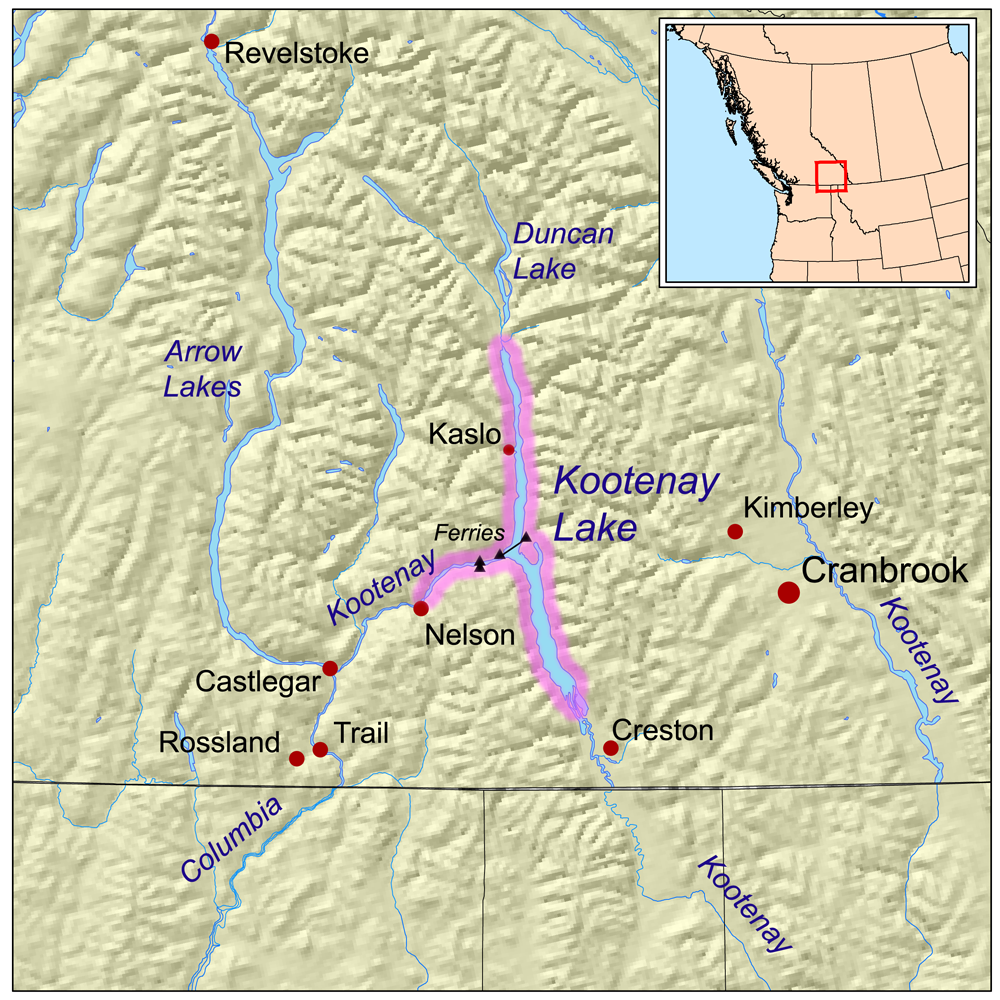
Lage des Kootenay Lake

Kootenay Lake ist ein 407 km² großer Stausee am Kootenay River in der kanadischen Provinz British Columbia.

## Lage
Der Stausee gehört zum Flusssystem des Columbia River. Er grenzt die Selkirk Mountains im Westen von den Purcell Mountains im Osten ab.
Der Kootenay River wird 30 km vor seiner Mündung in den Columbia River durch den 1930–1932 erbauten Corra Linn Dam zum Kootenay Lake aufgestaut. Der aus Beton bestehende Staudamm besitzt 14 Schütze.
Der Staudamm wurde erst Ende 1938 in Betrieb genommen, da erst zu diesem Zeitpunkt die USA in der International Joint Commission ihre Zustimmung dazu gaben.
Das Wasserkraftwerk hat 3 Generatoren mit einer Leistung von 49 MW und nutzt ein Gefälle von 16 m. Zur Regulierung des Wasserspiegels tragen auch die stromaufwärts gelegenen Dämme Duncan Dam und Libby Dam (USA) bei. Die grenzüberschreitenden Aspekte dieses Wassersystems sind im Columbia River Treaty geregelt. 
Vor der Inbetriebnahme des Corra Linn Damms war der Kootenay Lake ein natürlicher See, auf dem es seit 1891 einen Linienverkehr mit Raddampfern gab. Von diesen ist die SS Moyie museal erhalten und wird in Kaslo ausgestellt. Einige weitere Raddampfer liegen auf dem Grund des Sees und können mit Tauchgängen besichtigt werden.
Über den Kootenay Lake führt eine Fährverbindung von Kootenay Bay nach Balfour mit einer Transferzeit von 35 Minuten. Die Fährverbindung stellt dabei ein Teilstück des Highway 3A da und die Nutzung ist wie bei alle kanadischen Inlandfähren kostenlos.
An den Ufern des Sees liegen verschiedene der Provincial Parks in British Columbia, darunter der nach dem See benannte Kootenay Lake Provincial Park und der Purcell Wilderness Conservancy Provincial Park and Protected Area (als größter der angrenzenden Parks) oder der Lockhart Beach Provincial Park (als kleinster der angrenzenden Parks).